# 류성현 (체조 선수)
류성현(2002년 10월 22일~)은 대한민국의 체조 선수이다. 2020년과 2024년 하계 올림픽에 참가했으며 처음으로 열린 세계 주니어 선수권 대회인 2019년 대회에서 마루 종목 금메달을 획득했다.